# Pauly-Reaktion
Die Pauly-Reaktion (auch: Probe nach Pauly, auch: Pauly'sche Diazoreaktion) dient zum qualitativen Nachweis der Aminosäuren Tyrosin und Histidin. Sie ist nach ihrem Entdecker Hermann Pauly (1870–1950) benannt.

## Reaktion
Tyrosin und Histidin besitzen einen aromatischen Ring, an dem leicht elektrophile Substitutionen erfolgen können. Diazotierte Sulfanilsäure kuppelt mit dem aromatischen Ring unter Bildung eines roten Azofarbstoffs.
Im ersten Schritt erfolgt die Diazotierung von Sulfanilsäure durch Zugabe von Natriumnitrit in Gegenwart von Salzsäure. Nach der Zugabe zur Aminosäurelösung wird alkalisch gestellt und bei Anwesenheit von aromatischen Gruppen erfolgt die Bildung der Azofarbstoffe, z. B.  Azotyrosin und Azohistidin.
Mit einer Variante der Pauly-Reaktion kann Histamin photometrisch quantifiziert werden.

## Geschichte
Die Pauly-Reaktion wurde 1904 von Hermann Pauly beschrieben.